# ビットキャッシュ
ビットキャッシュ株式会社（英字商号: BitCash Inc.）は、電子マネー「BitCash」を運営する企業である。

## 概要
1997年3月にアプリックス、国際電信電話（現 KDDI）、凸版印刷、丸紅、住友金属工業（現 新日鐵住金）、住友信託銀行（現 三井住友信託銀行）の出資により設立され、6月よりプリペイド型の電子商取引仮想通貨「BitCash」事業を開始した。
1998年1月に伊藤忠テクノサイエンス（現 伊藤忠テクノソリューションズ）、住商エレクトロニクス（現 SCSK）、小学館、学研（現 学研ホールディングス）、エイベックス（現 エイベックス・グループ・ホールディングス）、日本電気が増資を実施。2003年にライブドアグループの傘下に入るが、3年後の2006年に投資ファンドのアドバンテッジ パートナーズに売却された。
2024年6月28日、アイフルが92億円で全株式を取得し、子会社化。